# Den Hvide bevægelse
Den Hvide bevægelse, også kendt som De Hvide, var en løs sammenslutning af anti-kommunistiske kræfter, der kæmpede mod de kommunistiske bolsjevikker, også kendt som De Røde, under Den Russiske Borgerkrig (1917-1922/1923 ). Bevægelsen fortsatte i mindre grad med at fungere som en sammenslutning af militante oprørere, både uden for og inden for de russiske grænser, indtil omkring 2. verdenskrig (1939–1945). Bevægelsens militære arm bestod af Den Hvide Hær, også kendt som White Guard (på dansk: De Hvide Vagter').
Under Den Russiske Borgerkrig fungerede Den Hvide bevægelse som en sammenslutning af folk, der havde en lang række af forskellige politiske meninger, men som dog var forenet i deres modstand mod de kommunistiske bolsjevikker. Således bestod bevægelsen af både republikansksindede liberale, socialdemokrater (som f.eks. Aleksandr Kerenskij), monarkister og ultra-nationalistiske.